# Racionalidad procedimental
La racionalidad procedimental es una propuesta de modelo de racionalidad acotada que describe como los agentes económicos con información incompleta e incertidumbre recurren procedimientos o rutinas basadas en la experiencia previa en lugar de al cálculo maximizador de la teoría neoclásica.

## Descripción
Se ha comprobado que la gran mayoría de las decisiones de los consumidores son espontáneas y se basan en rutinas o en elecciones que no atienden a más de uno o dos criterios. Así las economías domésticas no exploran todas las opciones posibles, salvo sólo algunas significativas. Así en ciertos productos la posibilidad de escoger entre diferentes colores es irrelevante frente a la calidad del material en que está fabricado.
La racionalidad procedimental ha sido incorporada como un principio básico de la teoría económica postkeynesiana, retomando un presupuesto básico de escuelas heterodoxas de economía como los institucionalistas, los sraffianos o ricardianos, la economía marxista, los estructuralistas del desarrollo o los behaviouristas. 